# Mercedes Ron
Mercedes Ron   (Buenos Aires, 1 de juny de 1993) és una escriptora argentina–espanyola establerta a Sevilla especialitzada en novel·les per a joves. La seva popularitat va començar gràcies a Wattpad, una plataforma en línia de lectura i escriptura. Autora de la trilogia Culpables, destacant la novel·la Culpa mia, de la qual el 2024 s'havien venut més de dos milions de còpies a tot el món.

## Biografia
Mercedes Ron, va néixer a Buenos Aires el 1993, però el 2001 la seva família va emigrar a Europa a causa de la crisi econòmica que travessava el país. Durant alguns anys van viure entre el Regne Unit i Espanya fins que van establir-se a Sevilla. Ron va estudiar Comunicació audiovisual a la Universitat de Sevilla. L'abril de 2024 Ron va casar-se a Sevilla amb Joaquín Martin.

## Carrera com a escriptora
Després d'escriure la seva primera novel·la, Culpa mía, i en no trobar cap editorial que volgués publicar-la, Mercedes Ron es va unir a la xarxa de Wattpad, una plataforma on els usuaris poden publicar els seus textos i llegir els que hi publiquen altres usuaris. Aquest llibre, que va publicar-se físicament el 2017, va ser el primer de la seva trilogia «Culpables»; després seguirien Culpa tuya y Culpa nuestra. Aquesta trilogia ha estat traduïda a més de quinze llengües; pocs mesos després que se'n publiqués el darrer llibre, la trilogia va ser traduïda al francès. I les versions en anglès (My Fault, Your Fault, Our Fault) van figurar a les llistes dels més venuts del The New York Times i de USA Today.
«Culpables» no és l'única saga que Ron ha publicat; li van seguir «Enfrentados», amb les novel·les Marfil i Ebano; «Dímelo», amb Dímelo bajito, Dímelo en secreto y Dímelo con besos, i «Bali», amb 30 Sunsets para enamorarte i 10.000 Millas para encontrate. La trilogia «Dímelo» va escriure-la en bona part l'any 2020 a Bali, on havia anat de vacances quan el món va paralitzar-se pel confinament de la covid-19.

## Adaptacions al cinema
Bona part de les obres de Mercedes Ron han estat adaptades al cinema. La primera, Culpa mía, protagonitzada per Nicole Wallace i Gabriel Guevara, va ser la pel·lícula en castellà més vista l'any 2023 a la plataforma d'Amazon. I la segona, el 2024 ja era la pel·lícula de parla no anglesa més vista en tota la història d'aquella plataforma.